# Kumano (Hiroshima)
Kumano (熊野町?) è una cittadina giapponese della prefettura di Hiroshima.